# 屋代忠位
屋代 忠位（やしろ ただたか）は、江戸時代前期から中期にかけての大名。安房国北条藩3代藩主。官位は従五位下・越中守。

## 略歴
朝倉宣季（朝倉宣正の三男）の長男として誕生。
寛文3年（1663年）、先代藩主で叔父の屋代忠興が嗣子なくして死去したため、その養嗣子として跡を継いだ。同年12月に従五位下・越中守に叙任する。大坂加番となり、元禄5年（1692年）2月に100人組頭となる。元禄6年（1693年）8月に大番頭となる。しかしその出費のために藩財政が窮乏化し、正徳元年（1711年）に全ての職を辞して出費を抑えようとした。また、川井藤左衛門を登用して本格的な藩政改革を行なおうとした。ところが同年9月、川井は年貢増徴を主とした財政再建を行なおうとしたために領民の多くが反発し、11月には一部が江戸藩邸、さらには老中の秋元喬知にまで訴える有様であった。これに危機感を抱いた川井は11月26日、農民側の代表者3名を捕らえて死罪とし、さらにその妻子を追放して家財を全て没収するという強硬手段をとったが、農民側は勢いを盛り返して再度幕府に訴え出た。ことここに至って幕府の裁断により、正徳2年（1712年）7月22日、川井父子は死罪、忠位も失政を咎められて改易となり、北条藩は廃藩となった（万石騒動）。
その後、忠位は屋代氏の祖先の功績などを考慮されて3000俵の知行を与えられ、旗本として存続した。正徳4年（1714年）2月20日、68歳で死去した。嫡男の忠知は忠位より先に没していたので、室賀姓を名乗っていた六男の正勝が屋代家に復し家督を継いだ。

## 系譜
- 父：朝倉宣季
- 母：不詳
- 養父：屋代忠興（1619-1663）
- 正室：屋代忠興の養女 - 屋代忠正の五女
- 生母不明の子女
  - 長男：甚三郎
  - 次男：屋代忠知（1671-1712）
  - 三男：半次郎
  - 男子：多賀邦守 - 多賀常之の養子、のちに故あって父の元に帰る
  - 五男：兵助
  - 六男：屋代正勝
  - 女子：朝倉孫右衛門室 - のち離縁
  - 女子：内藤正友正室
  - 女子：柴田康貞正室
  - 女子：山名豊就正室
  - 女子：秋山正億正室